# Baicaléine
La baicaléine (5,6,7-trihydroxyflavone) est un composé chimique de la famille des flavones, une sous-classe de flavonoïde, isolée pour la première fois de la Scutellaria baicalensis. Sa présence a aussi été détectée dans l'Oroxylum indicum.

## Propriétés biomédicinales
Il a été montré que la baicaléine inhibe certains types de lipoxygénases et agit comme  anti-inflammatoire.
La baicaléine est inhibiteur du Cytochrome P450 2C9(CYP2C9), une enzyme du système cytochrome p450 qui métabolise les médicaments dans le corps.

## Hétérosides
Comme la plupart des flavonoïdes, la baicaléine est présente dans la nature sous forme d'hétéroside ou elle joue le rôle de l'aglycone. On peut notamment citer :
- la baicaline, son 7-glucuronide ;
- la tétuine, son 6-glucoside.